# Elementary (seizoen 4)
Dit artikel vat het vierde seizoen van Elementary samen. Dit seizoen liep van 5 november tot en met 8 mei 2016 en bevatte vierentwintig afleveringen.

## Rolverdeling

### Hoofdrollen
- Jonny Lee Miller - Sherlock Holmes
- Lucy Liu - dr. Joan Watson
- Aidan Quinn - hoofdrechercheur Toby Gregson
- Jon Michael Hill - rechercheur Marcus Bell

### Terugkerende rollen
- John Noble - Morland Holmes
- Jordan Gelber - medisch onderzoeker Hawes

## Afleveringen
| Nr. | Aflevering | Titel                             | Regisseur        | Schrijver(s)                 | Selectie gastrollen | Uitzenddatum     |  |
| --- | ---------- | --------------------------------- | ---------------- | ---------------------------- | --- | ---------------- |  |
| 73 | 1          | The Past Is Parent                | John Polson      | Robert Doherty               | Tim Guinee - agent McNally Paul Calderon - Zuniga Gary Milner - mr. Cook Patrick Page - Jonathan Bloom Victor Cruz - manager                                                                   | 5 november 2015  |  |
| Sherlock is vastbesloten om clean te blijven van zijn drugsverslaving, maar moet ondertussen wel vrezen voor rechtsvervolging voor de zware mishandeling van Oscar Rankin. Het wordt nog erger als hij en Joan ontslagen worden als adviseurs voor de NYPD. Sherlock wil echter niet bij de pakken neer gaan zitten, en wil samen met Joan zijn aandacht richten op een vermissingszaak van een vrouw uit 2010. Zij gaan er eerst van uit dat de vrouw vermoord werd door haar man. Hoewel hij bij deze zaak hulp krijgt van de NSA wordt zijn herhaaldelijke verzoek voor een baan bij hen steeds afgewezen. Ondertussen krijgt Sherlock te horen dat zijn vader hem niet wil ontmoeten voor een gesprek, maar Joan krijgt een bericht van een medewerker van de vader dat hij hen een week later zal ontmoeten voor een gesprek. Joan antwoordt dat zij te druk hebben voor een gesprek en dat zij door de vader niet aan het lijntje gehouden willen worden. Sherlock krijgt dan te horen dat hij niet vervolgd zal worden voor de zware mishandeling, en Joan suggereert om misschien te gaan werken voor een ander politiedistrict. Sherlock krijgt dan toch zijn vader te zien, en hij zoekt Sherlock op in zijn huis met de mededeling dat hij de problemen van hem zal oplossen. |            |                                   |                  |                              | |                  |  |
| 74 | 2          | Evidence of Things Not Seen       | Ron Fortunato    | Jason Tracey                 | Jeremy Bobb - FBI agent Gary Burke Marin Ireland - Alta Von See Geoffrey Cantor - Maurice Antonov Sean Cullen - Samuel Meher                                                                   | 12 november 2015 |  |
| Morland Holmes, vader van Sherlock, biedt hem en Joan hun baan terug bij de NYPD. De volgende dag beginnen Sherlock en Joan een onderzoek naar een drievoudige moord bij een neuro-economie onderzoeksfaciliteit onder de supervisie van FBI agent Gary Burke. Zij ondervinden al snel losse eindjes in de zaak door versnippering van de zaak door de FBI. Joan heeft haar twijfels over de aanbieding van Morland, Sherlock legt haar uit dat zijn aanbiedingen altijd een offer brengt. Joan heeft een ontmoeting met Morland, en is dan getroffen door zijn oprechte steun in de samenwerking tussen haar en Sherlock. Wanneer de zaak is opgelost besluit Sherlock het aanbod aan te nemen van zijn vader. Joan ontdekt dan dat Morland het Openbaar Ministerie heeft gemanipuleerd om de aanklachten te laten vallen, en waarschuwt hem dat zij niet zal toestaat dat hij Sherlock pijn doet. |            |                                   |                  |                              | |                  |  |
| 75 | 3          | Tag, You're Me                    | Christine Moore  | Bob Goodman                  | Shohreh Aghdashloo - Liliane Bellerose Jefferson White - Dorian Moll Stephen Bogardus - vader van Tim Alexander Salamat - Sean Cudlow Drew Rausch - Curtis Tofano                              | 19 november 2015 |  |
| De NYPD onderzoekt een moord op twee mannen, zij zijn verrast als blijkt dat de slachtoffers precies op elkaar lijken. Ondertussen confronteert Sherlock Morland met zijn aanwezigheid in New York, en gaat akkoord om zijn vader te helpen met een puzzel om zijn vertrek te versnellen. Joan en Marcus onderzoeken een biometrische gezichtsherkenningsysteem dat gebruikt wordt om dubbelgangers te vinden. Het blijkt dat het eigenlijke slachtoffer een moord uit het verleden wilde verbergen en de broer van het eerdere slachtoffer wilde toch zijn wraak krijgen. Sherlock gaat met Morland naar een dinerfeest, om daar een vrouw te onderzoeken die een verbod tegen een mogelijke zakenpartner van Morland uit heeft staan. Naderhand probeert Morland de vrede tussen hem en Sherlock te herstellen, dit door te zeggen dat hij in New York wil blijven en zo hopelijk met hem samen kan gaan werken. |            |                                   |                  |                              | |                  |  |
| 76 | 4          | All My Exes Live in Essex         | Michael Pressman | Robert Hewitt Wolfe          | Monique Gabriela Curnen - rechercheur Gina Cortes Gabriel Olds - dr. Nate Campbell Susan Pourfar - Emily Hankins Carolyn McCormick - Denise Davis John Ellison Conlee - Kirk Abramovitch       | 26 november 2015 |  |
| Sherlock en Joan onderzoeken een vermissing van een lab-assistente van een vruchtbaarheidskliniek in een ziekenhuis waar Joan heeft gewerkt. Dan vinden zij het dode lichaam van de vrouw die helemaal in stukken is gesneden als lesmateriaal voor de medische studenten. Ondertussen ontmoet Joan een oude vriend die haar vertelt dat een rechercheur Cortez allemaal vragen over haar rondvraagt. Ondertussen wordt er ontdekt dat het slachtoffer getrouwd was met twee dokters die haar verteld hadden dat zij leed aan terminale alvleesklierkanker. Hierna ontdekken zij verder dat de dokter, en tevens een van de echtgenoten van het slachtoffer, meerdere mensen met kanker de verkeerde diagnose had gesteld. Het slachtoffer ontdekte dit tijdens haar chemotherapie, daarom werd zij toen vermoord door de dokter. Joan confronteert hierna Cortez met haar interesse in haar, en krijgt het vermoeden dat Cortez een hekel heeft om adviseurs van de NYPD aan een onderzoek te onderwerpen. Cortez moet hen onderzoeken vanwege hun terugkeer bij de NYPD. Joan wordt dan gedwongen tot een bokswedstrijd met haar om zo te bewijzen dat zij gelijk aan elkaar zijn. |            |                                   |                  |                              | |                  |  |
| 77 | 5          | The Games Underfoot               | Alex Chapple     | Arika Lisanne Mittman        | Daniel Jenkins - Ostrin Erin Fritch - Mila Benson Stacey Yen - Amy Kim Will Brill - Tyler Eggert Jon DeVries - Martin                                                                          | 10 december 2015 |  |
| Wanneer een archeoloog dood wordt gevonden gaan Sherlock en Joan op onderzoek uit. Het blijkt dat het slachtoffer al vanaf 1980 bezig was met opgravingen op een weiland achter een appartementencomplex. Hij was op zoek naar overblijfselen van een uit de handel genomen videospel genaamd Nottingham ridders, die nu veel geld waard zijn. Ondertussen vertelt Alfredo tegen Joan dat Sherlock hem ontloopt, als Joan dit tegen Sherlock vertelt zoekt hij Alfredo op en legt hem uit dat hij nieuwe dag routines nodig heeft om clean te blijven. Joan gaat verder met het onderzoek door de weiland goed te bekijken, daar vindt zij sporen van illegale dumpingen van een chemisch bedrijf. Dan blijkt dat de landeigenaar de archeoloog heeft vermoord om dit geheim te houden zodat hij veel geld kon blijven verdienen aan de dumpingen. Sherlock ontdekt dat Alfredo zijn frequentie van het bezoeken aan bijeenkomsten heeft verhoogd, dit zorgt ervoor dat hij zijn vriendschap met hem nieuw leven wil inblazen. |            |                                   |                  |                              | |                  |  |
| 78 | 6          | The Cost of Doing Business        | Aaron Lipstadt   | Jason Tracey                 | Reed Diamond - Joel Fitzgerald John Shea - Bill Wellstone Michael Esper - Donald Pruitt Celia Keenan-Bolger - Amber Bova Edoardo Ballerini - agent Lukas Muller                                | 17 december 2015 |  |
| Wanneer een sluipschutter negen mensen neerschiet, waarvan vier dodelijk, gaan Sherlock en Joan op onderzoek uit. Morland gaat naar Sherlock en biedt zijn hulp aan in deze zaak. Op het eerste gezicht lijkt dat de schutter zijn slachtoffers willekeurig kiest, maar dan blijkt dat het ware doelwit door de andere moorden verborgen werd. Door Lukas, de contactpersoon bij Interpol van Morland, wordt ontdekt dat de sluipschutter Gagnier werd betaald door een Zwitsers bankrekening van Dynastic Energies. De directeur van Dynestic Energies, Bill Wellstone, had een affaire met de vrouw van zijn advocaat genaamd Sarah. Bill ontdekte dat Sarah hem verlaten had voor een loodgieter genaamd Frank Bova, en Frank was het doelwit van de sluipschutter. Bill had het wapen voor de sluipschutter in een golftas het gebouw ingesmokkeld, hij liet daarbij een wapenolie achter wat nu bewijs tegen hem is. Na deze zaak gaan Morland en Lukas samen eten, daar beweert Lukas dat Morland Sherlock niet helpt maar dat hij zijn leven riskeert. Om zijn mond te houden tegen Sherlock eist Lukas van Morland 5 miljoen euro. Morland antwoordt tegen Lukas dat hij mensen voor minder gedood heeft. |            |                                   |                  |                              | |                  |  |
| 79 | 7          | Miss Taken                        | Guy Ferland      | Tamara Jaron                 | John Heard - Henry Watson Raphael Sbarge - Richard Davenport Kathryn Erbe - Nancy Davenport Sarah Cetrulo - Mina Davenport Ally Ioannides - Cassie Kristine Nielsen - Sheila Underhill         | 7 januari 2016   |  |
| Wanneer het verpulverde lichaam door een houtversnipperaar van de gepensioneerde FBI agent Robert Underhill wordt gevonden, gaan Sherlock en Joan op onderzoek uit. Zij onderzoeken de zaken die Robert heeft behandeld en ontdekken dat Mina Davenport, een ontvoerde vrouw die 14 maanden geleden heeft kunnen ontsnappen, een bedriegster is. Mina beweert Cassie te zijn en perst de familie Davenport af voor het trustfonds van Mina, maar dan denkt zij dat de familie hun dochter hebben vermoord. Sherlock heeft echter zijn twijfels bij haar verhaal en gaat verder met het onderzoek, dan vindt hij bloedsporen in de auto van de familie Davenport. Richard Davenport bekent dan de moord op Robert, maar Sherlock ontdekt dan dat Cassie de echte Mina heeft aangevallen en dat zij waarschijnlijk ook Robert heeft vermoord. Later wordt de echte Mina gevonden en op het politiebureau confronteert Sherlock Cassie met de recente ontwikkelingen, die zegt dan tegen hem dat zij onschuldig zal worden bevonden. Ondertussen confronteert Joan haar stiefvader over het schrijven van een boek over haar en Sherlock, en vraagt hem zijn uitgever te bellen om het boek terug te trekken. Joan weet dat zijn stiefvader zijn vrouw bedriegt, hij biedt hiervoor zijn verontschuldigingen aan Joan aan en geeft haar het manuscript van zijn boek. Hij wil met dit gebaar hun relatie verbeteren. |            |                                   |                  |                              | |                  |  |
| 80 | 8          | A Burden of Blood                 | Christine Moore  | Nick Thiel                   | David Alan Basche - Warren Clift Michael O'Keefe - Harris Waylon Greer Noah Bean - Craig Crismond Eisa Davis - dokter van Ellen                                                                | 14 januari 2016  |  |
| Wanneer Ellen Jacobs, net twee maanden zwanger, verstikt door een plastic tas in haar auto wordt gevonden gaan Sherlock en Joan op onderzoek uit. Zij ontdekken dat haar echtgenoot niet de vader kan zijn willen zij achterhalen wie haar minnaar is. Zij ontdekken dat Ellen de dochter is van een moordenaar die gevangen zit, Ellen is op dezelfde wijze vermoord als haar vader moordde. Haar minnaar wordt geïdentificeerd als een makelaar, waarvan de moeder werd vermoord door de vader van Ellen. Hierdoor wordt de makelaar hun belangrijkste verdachte, totdat hij aangevallen wordt en eindigt in het ziekenhuis. De politie arresteert dan de echtgenoot van Ellen, maar Sherlock bewijst dan dat haar broer Nolan de werkelijke moordenaar is. Nolan verklaart dat hij en Ellen een afspraak hadden, zij zouden niet hun familiegenen overdragen, toen hij ontdekte dat zij zwanger was besloot hij haar te vermoorden. Ondertussen besluit Joan Marcus te helpen met zijn brigadiersexamen, Sherlock vermoedt echter dat hij geen brigadier wil worden maar alleen meer wil verdienen. |            |                                   |                  |                              | |                  |  |
| 81 | 9          | Murder Ex Machina                 | Guy Ferland      | Robert Hewitt Wolfe          | Josh Cooke - Phil Balsam Betty Gilpin - Fiona Helbron Tom Wopat - Soble Robert Capron - Mason John Ventimiglia - Harry Magarac                                                                 | 21 januari 2016  |  |
| Wanneer Joan en Morland in een restaurant aan het eten zijn wordt daar Maxim Zolotov, een Russische zakenman, doodgeschoten. De twee schutters worden daarna meteen ook vermoord tijdens een carjacking. Het onderzoek leidt Sherlock en Joan naar een gekraakte code van Pentillion, een bedrijf dat automatische auto's ontwikkeld, dat verklaart dat zij gehackt zijn door een concurrent met wie Maxim zaken deed. Sherlock spreekt dan met een Russische spion die hem vertelt dat Maxim eigenlijk voor de overheid zou moeten werken in plaats van een bedrijf. Door de negatieve spanningen tussen Rusland en Oekraïne wordt de moordzaak overgenomen door Federale agenten. Maar dit houdt Sherlock niet tegen en gaat verder met zijn onderzoek, hij vraagt Joan en Morland voor informatie over wapenhandelaars die winst maken door de oorlog. Het enige bedrijf dat hier winst uit maakt is Pentillion, door raketmotoren te leveren terwijl Russische raketmotoren uit de markt gehaald worden. Ondertussen vertelt Morland aan Joan dat hij weet dat Mycroft nog steeds in leven is. Tevens vertelt dat hij zijn eigen bloed opgeslagen heeft, en dat Joan haar bloed moet laten checken bij een bloedbank in New York. Joan vermoedt dat Morland een keer is neergeschoten en dat hij nog steeds een doelwit is. |            |                                   |                  |                              | |                  |  |
| 82 | 10         | Alma Matters                      | Larry Teng       | Bob Goodman                  | Tate Donovan - Wilson Trager Tamara Tunie - Lily Cooper Edoardo Ballerini - agent Lukas Muller Jack Gwaltney - rechercheur moordzaken Ramon Fernandez - Victor Nieves                          | 28 januari 2016  |  |
| Sherlock confronteert zijn vader Morland met het gevaar dat hij een doelwit kan zijn voor een aanslag. Morland beweert dan dat hij al heeft afgehandeld met zijn mogelijke aanslagplegers, Sherlock kan dit echter moeilijk geloven. Maatschappelijk werkster Lily Cooper, eigenaresse van een opvangcentrum dat onder beheer staat van Fairbridge, vermoedt dat een moord meer kan zijn dan eerst wordt gedacht. Dit denkt zij omdat zij ervan overtuigd is dat een van haar collega's is vermoord door iemand van Fairbridge. Joan vindt dan een inbrekersbende die getuige waren van de moord. Sherlock vraagt Lukas, zijn contactpersoon bij Interpol, voor hulp en Marcus maakt een profielschets van de moordenaar. Dan krijgen zij ineens te horen dat Lily ook vermoord is. De man op de profielschets wordt geïdentificeerd als een directielid van het opvangcentrum. Tijdens zijn bekentenis ontdekt Marcus dat hij een alibi heeft voor de moord op Lily. Dan blijkt dat de bestuursvoorzitter van Farbridge ex-veroordeelde uit het opvanghuis de moorden heeft laten plegen, dit om zijn bedrijf te beschermen. Ondertussen krijgt Sherlock van zijn vader te horen dat hij teruggaat naar Londen. |            |                                   |                  |                              | |                  |  |
| 83 | 11         | Down Where the Dead Delight       | Jerry Levine     | Jeffrey Paul King            | Monique Gabriela Curnen - rechercheur Gina Cortes Kate Burton - Maureen Dannon Philip Ettinger - Toby Dannon John Finn - Neil Dannon Angelina Impellizzeri - Dixie Robert Montano - mr. Rivera | 4 februari 2016  |  |
| Wanneer een bom, verstopt in een dood lichaam, ontploft in een mortuarium gaan Sherlock en Joan op onderzoek uit. Door deze explosie zijn diverse bewijzen vernietigd van andere misdaden. Sherlock probeert te achterhalen welke zaak, en het vernietigen van het bijbehorende bewijs, het doel was van de bomaanslag. Ondanks de staat van het lichaam waar de bom was verstopt kan toch achterhaald worden dat het Janet was, een vrouw die zelf drugs maakte voor de verkoop. Een verborgen camera in de keuken van Janet onthult dat Toby, een van haar klanten, haar bespioneerde. Dan ontdekken zij dagboeken van Toby waarin hij diverse keren een moord op Janet vermeld. Toby kan echter een alibi overleggen en Sherlock kot dan uit bij de vader van Toby, hij heeft haar vermoord om zo zijn zoon te beschermen tegen drugs. Ondertussen wordt Joan door rechercheur Cortez gevraagd voor hulp bij het vinden van een verdachte. Joan wordt echter gefrustreerd als Cortez haar niet verder wil inlichten, Sherlock vermoedt dat Joan erin geluisd wordt voor een aanslag op haar. Cortez bekent dan dat Joan inderdaad erin geluisd wordt voor een aanslag, dit in opdracht van haar baas, tevens vraagt zij Joan haar in de toekomst te blijven helpen. Joan beschuldigt Cortez ervan dat zij over lijken gaat voor haar eigen gewin, Joan dreigt haar aan te geven als zij hiermee doorgaat |            |                                   |                  |                              | |                  |  |
| 84 | 12         | A View With a Room                | John Polson      | Richard C. Okie              | Betty Gilpin - Fiona Helbron Zabryna Guevara - rechercheur Lisa Hagen Marc Menchaca - rechercheur Ryan Dunning Matt Servitto - hoofdrechercheur Will Lombardi Happy Anderson - Nick Farris     | 11 februari 2016 |  |
| Sherlock wordt door hoofdrechercheur Gregson aan een ander hoofdrechercheur voorgesteld die de hulp van Sherlock wil inschakelen. Hij wil dat Sherlock informatie kan achterhalen van een fietsersbende die ook actief zijn in drugshandel. De hoofdrechercheur heeft een undercover agent in deze bende zitten, deze is echter te bang om actie te ondernemen. Sherlock heeft een ontmoeting met deze agent voor meer informatie. Later wordt deze agent vermoord teruggevonden, dit zorgt ervoor dat het onderzoek een andere weg moet inslaan. Zij bekijken dan diverse bewakingsopnames en vragen zich af of iemand uit de bende de moord heeft gepleegd. Sherlock ontdekt echter dat de agent zijn eigen dood in scène wilde zetten, en dat iemand die hem hielp hem heeft vermoord. Ondertussen krijgt Joan een verzoek van Fiona, een computerexpert, om haar te helpen. Sherlock is erg gecharmeerd van haar en daarom besluit hij haar niet te zien. |            |                                   |                  |                              | |                  |  |
| 85 | 13         | A Study in Charlotte              | Guy Ferland      | Robert Hewitt Wolfe          | Joseph Mazzello - Griffin Sarita Choudhury - Gira Pal Lee Aaron Rosen - Alston Harper David Thornton - Joe Ballantine Manoel Felciano - Franklin                                               | 18 februari 2016 |  |
| Wanneer een slachtoffer wordt gevonden door vergiftigde champignons, ontdekken Sherlock en Joan dat het doelwit van de moordenaar een professor en een groep studenten was. Zij moeten nu de moordenaar zien te vinden voordat hij slaagt in zijn werkelijke missie. Ondertussen wordt Joan gestoord van een luid kabaal in hun aangrenzende woning. Zij ontdekt dat deze woning door de bewoner onderverhuurd is met behulp van een vakantiewebsite die woningen verhuurd aan feestgangers. |            |                                   |                  |                              | |                  |  |
| 86 | 14         | Who Is That Masked Man?           | Larry Teng       | Jason Tracey                 | Tzi Ma - Xi Hai Ching James Hong - Meng Zhou Elizabeth Sung - Bai May-Lung Kevin Kilner - Michael Haas Eddie Korbich - Sven Eklund                                                             | 25 februari 2016 |  |
| Sherlock en Joan breken in het huis van Sabine, de minnares van zijn vader Morland, dit omdat zij haar verdenken betrokken te zijn bij een aanslag wat haar uiteindelijk het leven kost. Morland verklaart aan Sherlock dat de dood van Sabine zijn verantwoordelijkheid is. Sherlock krijgt toestemming om het e-mail verkeer van Sabine te onderzoeken. Daar ontdekt hij dat haar e-mail gehackt was door een Russische huurmoordenaar, die momenteel gevangen zit in een zwaarbeveiligde gevangenis in Rusland. Ondertussen krijgt Sherlock medische dossiers onder ogen van zijn moeder, deze vertellen hem dat hij niet de eerste verslaafde in de familie was. Hoofdrechercheur Gregson krijgt hulp van Sherlock en Joan bij zijn speurtocht naar een moordenaar van drie bendeleden, dit om een bendeoorlog te voorkomen. Dan blijkt dat de moordenaar een begrafenisondernemer is die uit wraak handelde. Hij ontdekte een oplichtingszaak in een begeleid wonen project, en werd toen aangevallen door de drie slachtoffers. |            |                                   |                  |                              | |                  |  |
| 87 | 15         | Up to Heaven and Down to Hell     | John Polson      | Tamara Jaron                 | Malcolm Gets - Malcolm Busquet Skipp Sudduth - William Hull Jackie Hoffman - activiste Brian Avers - Elliott                                                                                   | 3 maart 2016     |  |
| Sherlock en Joan onderzoeken de dood van een welgestelde vrouw die onder verdachte omstandigheden van haar penthousebalkon is gevallen. Bij deze val kwam zij om het leven alsmede een man waarop zij landde. Als eerste vermoeden zij dat de oorzaak van haar dood gezocht moet worden in het feit dat haar shih tzu alles erfde na haar dood, maar later blijkt dit niet zo te zijn. dan wordt hun aandacht getrokken naar de luchtrechten, een soort belasting op bebouwing in de hoogte, en de tegenstanders hiertegen. Dit zorgt ervoor dat zij herenigd worden met vastgoedmakelaar William Hull, en ontdekken een connectie met deze zaak en een eerdere moord. Dan ontdekken zij het motief voor deze moord, een architect moordde om zo een eerdere moord op drie personen te verbergen. Ondertussen krijgt Gregson een relatie met een voormalige politieagente, maar zij verbreekt de relatie nadat Joan hen per ongeluk in een restaurant ziet. Joan onthult aan Gregson dat zijn vriendin lijdt aan MS, dit zorgt ervoor dat zij toch weer bij elkaar komen. |            |                                   |                  |                              | |                  |  |
| 88 | 16         | Hounded                           | Ron Fortunato    | Robert Hewitt Wolfe          | Tom Everett Scott - Henry Baskerville Michael Gladis - Rodger Stapleton Jennifer Ikeda - Laura Lyons Haviland Morris - dr. Jane Mortimer                                                       | 10 maart 2016    |  |
| Durfkapitalist Charles Baskervill wordt vermoord door een auto nadat hij op de vlucht was voor een schijnbaar groot opgloeiend dier. Henry, broer van Charles, geloofd datg hij werd vermoord en Sherlock denkt dat Henry de volgende is. Als verdachte komen Sherlock en Joan uit bij de bestuursvoorzitter van Stapleton Innovations, die alles erft als Charles en Henry komen te overlijden. Ondertussen lijdt dr. Hawes aan psychologische klachten na eerdere gebeurtenissen en past zelfmedicatie toe om dit op te lossen. Sherlock waarschuwt hem hiermee op te passen, dit om niet in een vicieuze cirkel terecht te komen. |            |                                   |                  |                              | |                  |  |
| 89 | 17         | You've Got Me, Who's Got You?     | Seith Mann       | Paul Cornell                 | Michael Mosley - Al Baxter Richard Portnow - Eddie Eichorn Daniel Reece - Ben Garrett Robert Petkoff - Emil Kurtz                                                                              | 20 maart 2016    |  |
| Een imitator van stripfiguren wordt dood gevonden, het daaropvolgende onderzoek leidt Sherlock en Joan naar een uitgever waarvan de kleinzoon de uitgever is van het betreffende stripboek. De kleinzoon is verbolgen over het feit dat zijn opa in de jaren 40 uitgeefrechten kwijtraakte, dit tot ergernis van zijn collega's. De kleinzoon en het slachtoffer kenden elkaar, en het slachtoffer stopte de kleinzoon die van plan was om al zijn collega's te doden voordat hij zelf vermoord werd. Ondertussen wil Morland dat Joan onderzoek doet in zijn bedrijf, dit omdat hij vermoedt dat er een mol in zijn bedrijf actief is. Sherlock waarschuwt haar op te letten voor zijn vader, dit omdat hij meestal een dubbel agenda heeft. Joan vertelt later aan Morland dat zij de mol niet heeft kunnen vinden, maar zorgt later dat de mol ook voor haar gaat werken. |            |                                   |                  |                              | |                  |  |
| 90 | 18         | Ready or Not                      | Christine Moore  | Bob Goodman                  | Betty Gilpin - Fiona Helbron Frederick Weller - Ronnie Wright Seth Gilliam - dr. Ira Wallace Daniel Oreskes - Lloyd Springer                                                                   | 27 maart 2016    |  |
| Een prepperdokter wordt vermist, en Sherlock en Joan moeten nu uitzoeken of hij uit zijn eigen is verdwenen of dat er sprake is van een misdrijf. Ondertussen valt Sherlock terug in oude gewoontes nadat de relatie tussen hem en Fiona in zwaar weer terechtkomt. |            |                                   |                  |                              | |                  |  |
| 91 | 19         | All In                            | Aaron Lipstadt   | Kelly Wheeler                | Samantha Quan - Lin Wen Tim Guinee - agent Dean McNally Daniel London - Mateo Pena Grainger Hines - James 'Jimmer' Hobberkin jr. Sepideh Moafi - Sofia Darrow                                  | 10 april 2016    |  |
| Wanneer er een gewapend overval plaatsvindt op een illegaal pokerpartij gaan Sherlock en Joan op onderzoek uit. Tijdens het onderzoek ontmoeten zij agent McNally van de NSA die ook zeer geïnteresseerd is in het onderzoek. Zij ontdekken dat de overval een rookgordijn was, de overvallers wilde afluisterapparatuur plaatsen in een beveiligde ruimte dat gebruikt wordt voor diplomatieke communicatie. Zij confronteren de hoofdspeler van het pokerpartij met hun bevindingen, en het blijkt dat hij actief is als spion. Ondertussen ontdekt Joan dat zij een halfzus heeft, genaamd Lin. |            |                                   |                  |                              | |                  |  |
| 92 | 20         | Art Imitates Art                  | Ron Fortunato    | Arika Lisanne Mittman        | Lauren Luna Vélez - Zoe Mercado Samantha Quan - Lin Wen Christina Cox - Christa Pullman Jason Dirden - Keith Elliot Margo Seibert - Amanda Neal                                                | 10 april 2016    |  |
| Wanneer een vrouw, na het verlaten van de sportschool, in een auto stapt waarvan zij denkt dat het haar taxi is wordt zij doodgeschoten. Hierdoor wordt de aandacht van Sherlock en Joan getrokken naar een moord in Connecticut, en dat de veroordeelde verdachte hierin waarschijnlijk onschuldig is. Het blijkt dat de moord in Connecticut een moord uit liefde was, en dat de tweede moord deze moest verbergen. Ondertussen krijgen Joan en Lin, na een heftige en rumoerige ontmoeting, nu toch meer begrip naar elkaar. |            |                                   |                  |                              | |                  |  |
| 93 | 21         | Ain't Nothing Like the Real Thing | Jeremy Webb      | Nick Thiel Jeffrey Paul King | April Lee Hernández - Roxanne Ortiz Alexander Chaplin - Davis Potter Kathleen McNenny - Ida Talt Robert Petkoff - Emil Kurtz                                                                   | 17 april 2016    |  |
| Sherlock en Joan onderzoeken een carjacking met twee dodelijke slachtoffers en diverse details die niet in deze puzzel passen. De carjacking werd opgezet door een slachtoffer, en een huurmoordenaar die ingehuurd werd door zijn zakenpartner. Ondertussen heeft Joan een ontmoeting met de dubbelagent die werkt in het bedrijf van Morland, hij vermoedt dat Morland zijn dubbele identiteit heeft ontdekt. Later wordt rechercheur Bell naar een restaurant geroepen waar diverse slachtoffers zijn gevallen in een schietpartij, waaronder de dubbelagent van Joan. |            |                                   |                  |                              | |                  |  |
| 94 | 22         | Turn It Upside Down               | Lucy Liu         | Bob Goodman                  | Robert Petkoff - Emil Kurtz Cassie Beck - Helena Weir Joe Holt - Minton Sue Jean Kim - Jordan Cleary Yul Vazquez - Arthur Tetch                                                                | 24 april 2016    |  |
| Joan vertelt aan Sherlock over haar dubbelagent, die in de organisatie van zijn vader werkte. Zij vermoeden al snel dat Morland de opdracht van de schietpartij in het restaurant heeft gegeven. Tijdens hun onderzoek zien zij echter dat het bewijs hen een andere richting opstuurt, dit nadat een verdachte opbiecht dat hij ook verantwoordelijk is voor een moord van twee weken geleden. Dit slachtoffer creëerde een online enquête om een toekomstige veroordeling te veranderen, en dit blijkt in verbinding te staan met een misdaad in Genève en een laboratorium assistent die informatie doorverkocht. De naam die zij dan geeft zorgt ervoor dat Sherlock sterke vermoedens krijgt dat zijn oude vijand hier een rol in speelt, namelijk Moriarty. |            |                                   |                  |                              | |                  |  |
| 95 | 23         | The Invisible Hand                | Guy Ferland      | Robert Doherty Jason Tracey  | Tony Curran - Joshua Vikner John Procaccino - Christopher Gray Pasha D. Lychnikoff - Ruslan Krasnov Mary Bacon - Allison Pitzker                                                               | 1 mei 2016       |  |
| Sherlock onderzoekt eerder bewijs, en dit leidt hem naar de conclusie dat niet Moriarty de leiding heeft over haar organisatie maar iemand anders. Het kantoor van Morland wordt getroffen door een bomaanslag dat gepleegd wordt door de Russische huurmoordenaar. Dit leidt Sherlock naar een professor genaamd Joshua Vikner. Joshua is niet alleen de oplosser in de organisatie van Moriarty, maar is ook de vader van hun dochter. Nadat er meerdere bewijzen tegen hem boven komt drijven verschijnt Morland ten tonele die van Sherlock eist de naam vrij te geven van deze persoon, Sherlock weigert dit echter. De Russische huurmoordenaar wordt dan gearresteerd, tijdens het verhoor weigert hij echter te praten. Sherlock kan dan door middel van bepaalde geuren aan zijn kleren hem in verbinding brengen met de bomaanslag. Dit zorgt ervoor dat de politie hem in verbinding kan stellen met een diefstal van een vat met chemisch bestrijdingsmiddelen een vermist persoon. Ondertussen zorgt Vikner ervoor dat Sherlock geïnteresseerd raakt in hem en een vermoedelijk vrede met Morland. Tijdens de voorbereidingen voor de rechtszaak tegen de verdachte wordt hij in de gevangenis vermoord door een politieagent. Wanneer Sherlock en Joan terugkeren in hun huis komen zij oog in oog te staan met een bom, die hetzelfde is als de bom die gebruikt werd bij Morland. |            |                                   |                  |                              | |                  |  |
| 96 | 24         | A Difference in Kind              | John Polson      | Jason Tracey Robert Doherty  | Tony Curran - Joshua Vikner Jeremy Bobb - agent Gary Burke John Procaccino - Christopher Gray Roma Chugani - Zoya Hashemi                                                                      | 8 mei 2016       |  |
| Het lukt Sherlock de bom te ontmantelen en ontdekt dat Vikner niet de eerste bomaanslag heeft gepleegd, maar een ander lid van de organisatie van Moriarty. Dat hij een aanslag wilde plegen op Sherlock en Joan is tegen de regels van Moriarty die hen in leven wil houden. Zij ontdekken samen met Morland dat de bommenlegger in verbinding staat met een Iraanse diplomate in een organisatie genaamd Hashemi, en dat zij niet eens was met het feit dat Vikner de leider was. Zij hebben dan een ontmoeting met de diplomate, en realiseren dan zich de enorme omvang van hun organisatie en ontdekken dan de reden waarom Morland het doelwit was van Vilkner. Sommige mensen in de organisatie, waaronder Hashemi, willen Morland als hun nieuwe leider, dit tegen de zin van Vilkner. Sherlock, Joan en Morland werken dan samen om een val te zetten voor Vilkner, dit om hem zo aan te klagen voor een federale misdaad, maar ontdekken dan dat hij hiervoor gewaarschuwd wordt door een contact bij de FBI en vlucht. Morland wil, om zo zijn zoon te beschermen, in contact komen met Vilkner, hij wil dan in het contact Morland vermoorden. Wanneer Vilkner hem wil vermoorden wordt hij echter vermoordt door de hulp van Hashemi. Na dit gebeuren vertelt Morland aan Sherlock dat hij de leiding overneemt van de organisatie, met doel om deze organisatie te ontmantelen voor bescherming van zijn zoon. Tevens vertelt hij aan Sherlock dat zijn werk in New York erop zit en dat hij terug zal keren naar Londen. |            |                                   |                  |                              | |                  |  |